# خطأ الإحالة الأساسي
خطأ العزو الأساسي أو خطأ الإحالة الأساسي أو خطأ الإنساب الأساسي (بالإنجليزية:  fundamental attribution error)‏ والمعروف أيضا باسم تحيز المراسلة (بالإنجليزية: correspondence bias)‏ أو تأثير الإسناد (بالإنجليزية: attribution effect)‏ في علم النفس الاجتماعي هو الإدعاء بأن الإنسان (بشكل عام) يسلك مسلكا متناقضا أثناء تفسيره لسلوكه الشخصي، وتفسيره لسلوك غيره (الآخرين)، فأثناء تفسير الشخص لسلوكه الشخصي، فهو يركز علي العوامل الخارجية الظرفية التي أدت به لاتخاذ قرار ما، ولكن عند تفسيره لسلوك غيره فإنه يركز بشكل (غير مبرر) على الخصائص الداخلية للفرد (طبيعة الشخصية أو التعمد المسبق)، بدلا من التركيز على العوامل الخارجية كما فعل مع نفسه. وقد وُصف التأثير بأنه «الميل إلى الاعتقاد بأن ما يقوم به الفرد يعكس حقيقته الداخلية».

## أصل المصطلح والمثال
صاغ لي روس عبارة خطأ العزو الأساسي بعد سنوات من التجربة الكلاسيكية التي كتبها إدوارد جونز وفيكتور هاريس (1967). وجادل روس في ورقة مشهورة عن أن خطأ العزو الأساسي يشكل الأساس المفاهيمي لمجال علم النفس الاجتماعي. وكتب جونز أنه وجد عبارة روس «مثيرة بشكل كبير، ومضللة إلى حد ما»، وقال مازحا أيضا: «علاوة على ذلك، أنا غاضب لأنني لم أفكر في الأمر أولا». استخدم بعض علماء النفس، بمن فيهم دانيال جيلبرت، عبارة «تحيز المراسلات» كدلالة على خطأ العزو الأساسي. وقد جادل علماء النفس الآخرون بأن خطأ العزو الأساسي وتحيز المراسلات ظاهلاتان ملاتبطتان ببعضهما، لكنهما مستقلاتان في ذات الوقت، ويُعتبر الأول تفسير شائع للثاني.
وكمثال بسيط لما تسعى نظرية خطأ العزو شرحه، تخيل نفسك مثلا سائق، وكنت على وشك المرور عبر تقاطع لطريقين. وفيما تحولت إشارة طريقك للضوء الأخضر وبدأت في عبور التقاطع، إذا بشخص آخر من الطريق المتقاطع يقطع عليك طريقك رغم وجود الضوء الأحمر في طريقه فيعبر أمامك. ثم تخيل الموقف مرة أخري معكوسا بتبديل الأدوار (بأن تقود أنت أثناء الإشارة الحمراء)، وبالنظر لهذا الموقف فإنك تعتبر الشخص الآخر سائقا سيئا أو متهورا دون أن تنظر في الأسباب الظرفية التي قد تدفعه لفعل ذلك (كأن يكون معه مريض في سيارته ويسرع به للمستشفي مثلا). وعلى النقيض من ذلك، فلو كنت أنت المسرع وعبورك مخالف فسترى سلوكك نتيجة للأسباب الظرفية المحيطة بك وليست انعكاسا لصفاتك أو شخصيتك.باختصار، فإنك ترى مبرر لذاتك، فيما ينعدم هذا لمبرر إذا ما اترتكب شخص آخر نفس السلوك. وتعتمد صحة العديد من النظريات على ما إذا كان هذا النمط يحدث في الواقع.

## اختبارات الخطأ
رُفضت الفرضية القائلة بأن الناس يميلون إلى الإفراط في إحالة السلوك إلى الصفات، أو على الأقل القيام بذلك بالنسبة لسلوك الآخرين. يقدّم إبستين وتيرسبولسكي مثالًا على ذلك، وعملا على اختبار ما إذا كان الأشخاص الخاضعين للتجربة قد أفرطوا أو قللوا أو أصابوا في تقدير العلاقة التجريبية بين السلوكيات. هذا هو الاتساق السلوكي الذي تصفه الصفات. وقد وجدا أن تقديرات العلاقات بين السلوكيات ترتبط بقوة مع العلاقات الملاحَظة تجريبياً بين هذه السلوكيات. كان الأشخاص الخاضعين للتجربة حساسون حتى تجاه العلاقات الصغيرة للغاية، وكانت ثقتهم في هذا الارتباط دليل على شدة تناقضهم (أي إذا كانوا يعرفون متى كانوا لا يعرفون).

## تفسيرات
تتنبأ عدة نظريات بخطأ الإحالة الأساسي، فتبدأ بالتنافس فيما بينها لتفسيره، ويمكن تكذيبها في حال عدم حدوثه. توفّر الأمثلة الأساسية تفسيرًا لذلك:
1. مغالطة العالم العادل: هي الاعتقاد بأن الناس يحصلون على ما يستحقون، وأنهم يستحقون ما يحصلون عليه. طُرحت هذه الفكرة لأول مرة من قبل عالم النفس الاجتماعي ملفين جيه ليرنر في عام 1977.[4] إن نسب الفشل إلى الأسباب الاستعدادية، بدلاً من الأسباب الموقفية، والتي لا يمكن تغييرها ولا يمكن التحكم فيها تُرضي حاجتنا إلى الاعتقاد بأن العالم عادل وأننا مسيطرون على حياتنا. نحن متحمسون لرؤية عالم عادل لأن هذا يقلل من تهديداتنا المتصورة، [5][6] ويعطينا شعورًا بالأمان ويدعمنا نفسيًا، ويساعدنا في العثور على العبرة في خضم ظروف صعبة ومقلقة.[7] ولسوء الحظ إن فرضية العالم العادل تؤدي أيضًا إلى ميل الناس إلى إلقاء اللوم على ضحايا حادثة أو مأساةٍ ما مثل الاغتصاب[8][9] والعنف المنزلي،[10] وذلك لطمأنة أنفسهم لعدم تعرضهم لمثل هذه الأحداث. قد يلوم الناس الأخطاء التي ارتكبتها الضحية في ماضيها لمتابعة تبرير نتائجها السيئة.[11]
2. بروز الفاعل: يميل البشر إلى عزو التأثير الملحوظ إلى الأسباب المحتملة التي تجذب انتباههم. كل ما أخذنا بعين الاعتبار مزيدًا من الأشخاص، فسيكون الشخص هو النقطة المرجعية الرئيسية بينما لا يُعطى الموقف أيّة اهتمام يُذكر. تركز صفات سلوك الآخرين على الشخص الذي نراه وليس على قوى الحالة التي لا نعرفها، والتي تؤثر على ذلك الشخص.[12][13][14] (نحن ندرك بشكل أكبر القوى المؤثرة علينا عندما نعكس الأمر على أنفسنا. يعمل هذا التناقض الداخلي مقابل التوجه الخارجي [15] على تفسير انحياز الفاعل والمراقب.)
3. ثقافة: لقد اقتُرح وجود اختلافات ثقافية في خطأ الإحالة[16] حيث يُقال أن الأشخاص من الثقافات الفردية (الغربية) أكثر عرضة للخطأ، والناس من الثقافات الجماعية هم أقل عرضة له.[17] استنادًا إلى العروض التقديمية لشخصيات الرسوم المتحركة اليابانية والأميركية، فقد اقترح أن الأشخاص الذين ينتمون للثقافات الجماعية قد يتأثرون أكثر بالمعلومات المتوفرة في السياق (مثل الميل للتأثر أكثر بالوجوه المحيطة للحكم على تعابير الوجه [18]). قد يفضل الأشخاص التابعون للثقافات الفردية بدلاً من ذلك معالجة الأشياء المحورية أكثر من السياقات.[19] يشير آخرون إلى أن الفردية الغربية مرتبطة بأظهار الذات والآخرين كوكلاء مستقلين، وبالتالي التركيز أكثر على الأفراد بدلاً من التفاصيل السياقية.[20]

## انحياز ضد المراسلات
عادةً ما يستخدم خطأ الإحالة الأساسي بالتبادل مع انحياز المراسلات، ولكنه كان هناك جدل حول وجوب التمييز بين المصطلحين أم لا. هناك ثلاثة اختلافات رئيسية بين هاتين العمليتين:
1. يبدو أن كلاهما قد استُنتجا في ظل ظروف مختلفة، ويمكن استنباط كل من الاستدلالات الاستعدادية للمراسلين والاستدلالات الموقفية تلقائيًا.[21] يبدو الآن أن عملية الإحالة تحدث فقط عندما يكون الحدث غير متوقع أو يتعارض مع التوقعات السابقة. أظهرت دراسة أجراها كل من سيمين ومارسمان في عام 1994 دعمًا لهذه الفكرة.[22]
2. يختلف كل من استنتاجات المراسلات والعزو السببي أيضا في الآلية. يمكن أن تحدث الاستنتاجات تلقائيًا إذا كان السلوك ينطوي على الاستدلال الموقفي أو الاستعدادي، وبالمقابل يحدث العزو السببي بشكل أبطأ.
3. وقد اقترح أيضًا استنباط استنتاجات المراسلات والعزو السببي بواسطة آليات مختلفة. من المتفق عليه عمومًا أن استنتاجات المراسلات تتشكل عن طريق المرور بعدة مراحل، فأولاً يجب على الشخص تفسير السلوك، يضيف بعد ذلك معلومات الحالة ومراجعة استنتاجها إذا كانت هناك معلومات كافية للقيام بذلك. يبدأ بعد ذلك مرحلة تعديل الاستنتاجات الخاصة بهم من خلال مراعاة المعلومات الاستعدادية أيضًا.[23][24] يبدو عندئذٍ أن العزو السببي يتشكل إما عن طريق معالجة المعلومات المرئية باستخدام آليات الإدراك الحسي، أو عن طريق تنشيط البنى المعرفية (مثل المخططات) أو عن طريق التحليل والمعالجة المنهجية للبيانات.[25] ترتبط استنتاجات المراسلات نتيجةً لذلك ارتباطًا وثيقًا بالتفسير السلوكي أكثر من العزو السببي، ويعود ذلك إلى اختلاف البنى النظرية.

استنادًا إلى الاختلافات السابقة بين العزو السببي واستنتاج المراسلات، يجادل بعض الباحثين بأن خطأ الإحالة الأساسي ينبغي اعتباره ميلًا إلى تقديم تفسيرات سلوكية بدلاً من المتعلقة بالمواقف، وينبغي اعتبار انحياز المراسلات بمثابة ميل إلى استنباط استنتاجات مراسلة سلوكية.
وجدت بعض الدراسات الثقافية أيضًا أن الاختلافات الثقافية في انحياز المراسلات لا تعادل تلك التابعة لخطأ الإحالة الأساسي، وساعد ذلك وجود اختلاف بين التعريفين. ووُجد أن هذا الأخير أكثر انتشارًا في الثقافات الفردية من الثقافات الجماعية. يحدث انحياز المراسلات عبر الثقافات  مما يشير إلى وجود اختلافات بين الجملتين.

## وصلات خارجية
- Detailed explanations by Lee Ross and Richard Nisbett